# Коплениг, Иоганн
Иога́нн Ко́плениг (нем. Johann Koplenig; 15 мая 1891, Ядерсдорф, Гичталь — 13 декабря 1968, Вена) — австрийский политический деятель, интернационалист, участник Гражданской войны в России, председатель Коммунистической партии Австрии. Занимая должность заместителя государственного канцлера во временном правительстве Карла Реннера, сыграл значительную роль в становлении Второй Австрийской Республики. В 1945—1959 годах являлся депутатом Национального совета Австрии.

## Биография
Родом из батрацкой семьи, один из четырёх детей. Окончил только два класса начальной школы, поскольку семья не имела средств на его дальнейшее образование. Учился на сапожника. В 1909—1910 годах, в обучающей поездке для подготовки к сдаче экзамена на мастера, Коплениг познакомился с социал-демократическими идеями, вступил в Социал-демократическую партию Австрии, активно участвовал в рабочем движении в обувной и кожевенной промышленности. В 1914 году был призван в армию, направлен на Восточный фронт, получил ранение и в 1915 году попал в плен к русским.
В 1918 году Коплениг вступил в партию большевиков и вошёл в руководство группы военнопленных в Нижнем Новгороде. Работал пропагандистом в нескольких лагерях военнопленных на Урале. Летом 1920 года Коплениг вернулся из плена на родину и погрузился в политическую работу в Книттельфельде, участвовал в выборах и организовал там местную ячейку КПА. В марте 1922 года на V съезде КПА Коплениг был избран одним из сопредседателей партии и представителем Штирии в партийном руководстве. В феврале 1923 года Коплениг был избран секретарём КПА в Штирии. Коплениг активно работал в Коминтерне, в 1928 году был избран в Исполком Коминтерна, в 1935 году — в Президиум ИККИ.
После Июльского восстания 1927 года Коплениг был арестован, ему были предъявлены обвинения в подстрекательстве и государственной измене, но в конечном счёте Коплениг был оправдан. В этот период Компартия Австрии стала последовательно противостоять наступавшему национал-социализму. В мае 1933 года деятельность КПА была запрещена по решению правительства Дольфуса, партия перешла на нелегальное положение. После февральских боёв 1934 года также была запрещена Социал-демократическая партия Австрии.
По итогам февральских событий многие социал-демократы перешли в КПА, которая превратилась в массовую нелегальную партию. Коплениг лишился австрийского гражданства и выехал в Прагу, откуда руководил нелегальной работой. После VII конгресса Коммунистического интернационала в 1935 году в КПА началось активное обсуждение вопроса об австрийском народе как самостоятельной нации, что привлекло в КПА широкий фронт всех политических партий, боровшихся за независимость Австрии.
В мае 1938 года Коплениг был вынужден покинуть Прагу и переехал в Париж, куда переместилось руководство КПА. С началом войны в сентябре 1939 года Коплениг перебрался в Москву, где руководил австрийской секцией центральноевропейского бюро Коминтерна и работал на радио.

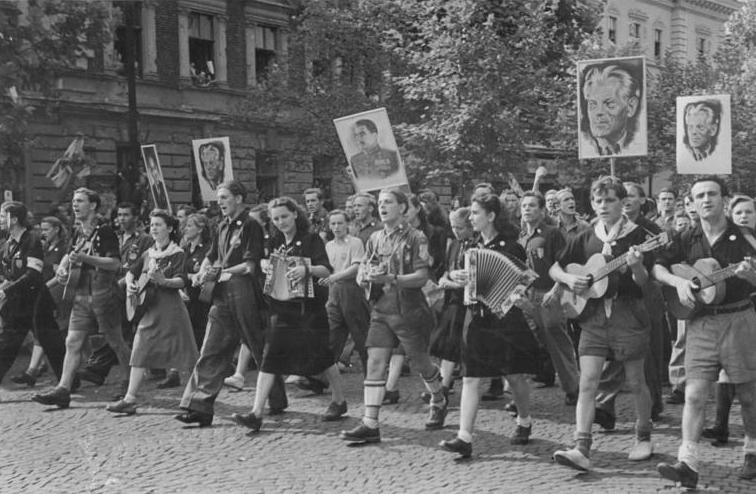
Австрийская делегация с портретами Сталина и Копленига на II Всемирном фестивале молодёжи и студентов в Будапеште. 1949

Вернувшись после освобождения Вены на родину, Коплениг стал соучредителем Второй Австрийской Республики от имени КПА, был в числе четырёх, подписавших 27 апреля 1945 года Декларацию о независимости Австрии, вошёл в состав правительства.
До утверждения состава правительства Фигля по результатам первых выборов в Национальный совет, состоявшихся 25 ноября 1945 года, Коплениг занимал должность статс-секретаря без портфеля во временном государственном правительстве Карла Реннера, входил в политический совет правительства, состоявший из главы правительства и трёх статс-секретарей от трёх партий.
В мае 1965 года к XIX съезду КПА Коплениг заявил о своей отставке с поста председателя Компартии Австрии. Ему было присвоено звание почётного председателя КПА, а на пост председателя был избран Франц Мури.
Иоганн Коплениг был дважды женат, у него было двое детей. Дочь Элизабет — славистка и переводчица Солженицына, поддерживала связи с советскими диссидентами. Коплениг умер от рака, его останки после кремации были погребены на кладбище при Зиммерингском крематории в Вене.